# Хав'єр Франа
Хав'єр Альберто Франа (ісп. Javier Alberto Frana) — колишній аргентинський тенісист хорватського походження, олімпійський медаліст, чемпіон Ролан-Гарросу в міскті, чемпіон та медаліст Панамериканських ігор, спортивний коментатор. Найвищу одиночну позицію світового рейтингу — 30 місце досяг 24 липня 1995, парну — 14 місце — 25 травня 1992 року. Здобув 3 одиночні та 7 парних титулів.
Бронзову олімпійську медаль Франа виборов на Олімпіаді 1992 року, граючи в парі з Крістіаном Мініуссі. У півфіналі аргентинська пара постутупилася німецькій. Гра за третє місце тоді не проводилася, і обидві пари, що програли в півфіналі, отримали бронзові медалі.
У 1996-му Франа разом із Патрісією Тарабіні виграв Відкритий чемпіонат Франції у міксті.
Завершив кар'єру 1997 року. По завершенні кар'єри працював спортивним коментатором на телеканалі ESPN.

## Фінали турнірів ATP за кар'єру

### Одиночний розряд: 9 (3–6)
| Легенда                         |
| ------------------------------- |
| Турніри Великого шлема (0–0)    |
| Фінали Світового туру ATP (0–0) |
| Серія Мастерс ATP (0–0)         |
| Серія турнірів ATP (0–0)        |
| Серія ATP Інтернешнл (3–6)      |

| Фінали за покриттям |
| ------------------- |
| Тверде (0–1)        |
| Ґрунт (2–3)         |
| Трава (1–2)         |
| Килим (0–0)         |

| Фінали за типом корту |
| --------------------- |
| Відкритий корт (3–6)  |
| Закритий корт (0–0)   |

| Результат | В-П | Дата     | Турнір                           | Рівень        | Покриття | Суперник              | Рахунок                 |
| --------- | --- | -------- | -------------------------------- | ------------- | -------- | --------------------- | ----------------------- |
| Поразка   | 0–1 | Лис 1988 | Ітапарика, Бразилія              | Гран-прі      | Тверде   | Хайме Їсага           | 6–7(4–7), 2–6           |
| Поразка   | 0–2 | Лип 1991 | Ньюпорт, США                     | Світова серія | Трава    | Браян Шелтон          | 6–3, 4–6, 4–6           |
| Перемога  | 1–2 | Жов 1991 | Гуаружа, Бразилія                | Світова серія | Ґрунт    | Маркус Цюкке          | 2–6, 7–6(7–1), 6–3      |
| Поразка   | 1–3 | Лип 1993 | Ньюпорт, США                     | Світова серія | Трава    | Грег Руседскі         | 5–7, 7–6(9–7), 6–7(5–7) |
| Перемога  | 2–3 | Жов 1993 | Сантьяго, Чилі                   | Світова серія | Ґрунт    | Еміліо Санчес Вікаріо | 7–5, 3–6, 6–3           |
| Поразка   | 2–4 | Лис 1994 | Буенос-Айрес, Аргентина          | Світова серія | Ґрунт    | Алекс Корретха        | 3–6, 7–5, 6–7(5–7)      |
| Поразка   | 2–5 | Кві 1995 | Пейджет, Бермудські Острови      | Світова серія | Ґрунт    | Маурісіо Хадад        | 6–7(7–5), 6–3, 4–6      |
| Поразка   | 2–6 | Тра 1995 | Пайнгерст, США                   | Світова серія | Ґрунт    | Томас Енквіст         | 3–6, 6–3, 3–6           |
| Перемога  | 3–6 | Чер 1995 | Nottingham Open, Велика Британія | Світова серія | Трава    | Тодд Вудбрідж         | 7–6(7–4), 6–3           |

### Парний розряд: 16 (7–9)
| Легенда                         |
| ------------------------------- |
| Турніри Великого шлема (0–1)    |
| Фінали Світового туру ATP (0–0) |
| Серія Мастерс ATP (0–0)         |
| Серія турнірів ATP (0–0)        |
| Світова серія ATP (7–8)         |

| Фінали за покриттям |
| ------------------- |
| Тверде (2–3)        |
| Ґрунт (3–4)         |
| Трава (1–2)         |
| Килим (1–0)         |

| Фінали за типом корту |
| --------------------- |
| Відкритий корт (6–9)  |
| Закритий корт (1–0)   |

| Результат | В-П | Дата     | Турнір                                | Рівень        | Покриття | Партнер             | Суперники                           | Рахунок                 |
| --------- | --- | -------- | ------------------------------------- | ------------- | -------- | ------------------- | ----------------------------------- | ----------------------- |
| Поразка   | 0–1 | Вер 1987 | Барселона, Іспанія                    | Гран-прі      | Ґрунт    | Крістіан Мініуссі   | Мілослав Мечирж Томаш Шмід          | 1–6, 2–6                |
| Поразка   | 0–2 | Лют 1988 | Гуаружа, Бразилія                     | Гран-прі      | Тверде   | Дієго Перес         | Рікардо Акунья Люк Єнсен            | 1–6, 4–6                |
| Перемога  | 1–2 | Тра 1988 | Флоренція, Італія                     | Гран-прі      | Ґрунт    | Крістіан Мініуссі   | Клаудіо Пістолезі Горст Скофф       | 7–6, 6–4                |
| Перемога  | 2–2 | Лют 1990 | Гуаружа, Бразилія                     | Світова серія | Ґрунт    | Ґуставо Луса        | Луїс Маттар Кассіу Мотта            | 7–6, 7–6                |
| Поразка   | 2–3 | Лип 1991 | Вімблдонський турнір, Велика Британія | Великий Шлем  | Трава    | Леонардо Лаваль     | Джон Фіцджеральд Андерс Яррід       | 3–6, 4–6, 7–6(9–7), 1–6 |
| Поразка   | 2–4 | Лип 1991 | Ньюпорт, США                          | Світова серія | Трава    | Брюс Стіл           | Джанлука Поцці Бретт Стівен         | 4–6, 4–6                |
| Перемога  | 3–4 | Сер 1991 | Лос-Анджелес, США                     | Світова серія | Тверде   | Джим П'ю            | Гленн Мічібата Бред Пірс            | 7–5, 2–6, 6–4           |
| Поразка   | 3–5 | Жов 1991 | Тель-Авів, Ізраїль                    | Світова серія | Тверде   | Леонардо Лаваль     | Давід Рікл Міхіл Схаперс            | 2–6, 7–6, 3–6           |
| Поразка   | 3–6 | Лис 1991 | Бузіус, Бразилія                      | Світова серія | Тверде   | Леонардо Лаваль     | Серхіо Касаль Еміліо Санчес Вікаріо | 6–4, 3–6, 4–6           |
| Поразка   | 3–7 | Тра 1992 | Болонья, Італія                       | Світова серія | Ґрунт    | Хав'єр Санчес       | Люк Єнсен Лорі Вордер               | 2–6, 3–6                |
| Поразка   | 3–8 | Кві 1993 | Шарлотт, США                          | Світова серія | Ґрунт    | Леонардо Лаваль     | Рікард Берг Тревор Кронеманн        | 1–6, 2–6                |
| Перемога  | 4–8 | Лип 1993 | Ньюпорт, США                          | Світова серія | Трава    | Хрісто ван Ренсбург | Байрон Блек Джим П'ю                | 4–6, 6–1, 7–6           |
| Перемога  | 5–8 | Вер 1993 | Бордо, Франція                        | Світова серія | Тверде   | Пабло Альбано       | Девід Адамс Андрій Ольховський      | 7–6, 4–6, 6–3           |
| Поразка   | 5–9 | Лис 1993 | Сан-Паулу, Бразилія                   | Світова серія | Ґрунт    | Пабло Альбано       | Серхіо Касаль Еміліо Санчес Вікаріо | 6–4, 6–7, 4–6           |
| Перемога  | 6–9 | Лют 1995 | Abierto Mexicano TELCEL, Мексика      | Світова серія | Ґрунт    | Леонардо Лаваль     | Марк-Кевін Гелльнер Дієго Наргісо   | 7–5, 6–3                |
| Перемога  | 7–9 | Жов 1995 | Острава, Чехія                        | Світова серія | Килим    | Йонас Бйоркман      | Гі Форже Патрік Рафтер              | 6–7, 6–4, 7–6           |

### Мікст (1 перемога)
| Результат | W/L | Дата     | Турнір                                               | Покриття | Партнер           | Суперники               | Рахунок  |
| --------- | --- | -------- | ---------------------------------------------------- | -------- | ----------------- | ----------------------- | -------- |
| Перемога  | 1–0 | Чер 1996 | Відкритий чемпіонат Франції з тенісу, Париж, Франція | Ґрунт    | Патрісія Тарабіні | Люк Єнсен Ніколь Арендт | 6–2, 6–2 |

## Фінали ATP Челленджер і ITF Ф'ючерс

### Одиночний розряд: 4 (1–3)
| Легенда              |
| -------------------- |
| ATP Челленджер (1–3) |
| ITF Ф'ючерс (0–0)    |

| Фінали за покриттям |
| ------------------- |
| Тверде (0–1)        |
| Ґрунт (1–1)         |
| Трава (0–1)         |
| Килим (0–0)         |

| Результат | В-П | Дата     | Турнір                             | Рівень     | Покриття | Суперник        | Рахунок       |
| --------- | --- | -------- | ---------------------------------- | ---------- | -------- | --------------- | ------------- |
| Поразка   | 0-1 | Жов 1990 | Куритиба, Бразилія                 | Челленджер | Тверде   | Педро Реболледо | 1–6, 5–7      |
| Поразка   | 0-2 | Лип 1992 | Ньюкасл-апон-Тайн, Велика Британія | Челленджер | Трава    | Грег Руседскі   | 3–6, 6–7      |
| Перемога  | 1-2 | Лют 1993 | Пунта-дель-Есте, Уругвай           | Челленджер | Ґрунт    | Габріель Маркус | 4–6, 6–2, 7–6 |
| Поразка   | 1-3 | Кві 1993 | Акапулько, Мексика                 | Челленджер | Ґрунт    | Горст Скофф     | 3–6, 6–7      |

### Парний розряд: 13 (9–4)
| Легенда              |
| -------------------- |
| ATP Челленджер (9–4) |
| ITF Ф'ючерс (0–0)    |

| Фінали за покриттям |
| ------------------- |
| Тверде (2–1)        |
| Ґрунт (6–3)         |
| Трава (1–0)         |
| Килим (0–0)         |

| Результат | В-П | Дата     | Турнір                             | Рівень     | Покриття | Партнер               | Суперники                          | Рахунок       |
| --------- | --- | -------- | ---------------------------------- | ---------- | -------- | --------------------- | ---------------------------------- | ------------- |
| Перемога  | 1–0 | Лис 1989 | Ільєус, Бразилія                   | Челленджер | Тверде   | Кассіу Мотта          | Серхіо Касаль Хав'єр Санчес        | 6–4, 6–2      |
| Поразка   | 1–1 | Гру 1989 | Бразиліа, Бразилія                 | Челленджер | Тверде   | Ґуставо Луса          | Чарлз Бекмен Жан-Філіпп Флер'ян    | 6–4, 3–6, 0–6 |
| Перемога  | 2–1 | Лют 1990 | Сан-Паулу, Бразилія                | Челленджер | Тверде   | Ґуставо Луса          | Рікарду Камаргу Іван Клей          | 6–3, 7–6      |
| Поразка   | 2–2 | Сер 1990 | Lins, Бразилія                     | Челленджер | Ґрунт    | Агустін Морено        | Чарлз Бекмен Хосе Клавет           | 6–7, 3–6      |
| Перемога  | 3–2 | Сер 1990 | Сан-Паулу, Бразилія                | Челленджер | Ґрунт    | Кассіу Мотта          | Жуан Цвеч Габріель Маркус          | 6–3, 3–6, 6–1 |
| Перемога  | 4–2 | Лип 1992 | Ньюкасл-апон-Тайн, Велика Британія | Челленджер | Трава    | Хрісто ван Ренсбург   | Кент Кіннієр Петер Нюборґ          | 7–6, 7–6      |
| Перемога  | 5–2 | Жов 1992 | Буенос-Айрес, Аргентина            | Челленджер | Ґрунт    | Пабло Альбано         | Орасіо де ла Пенья Габріель Маркус | 2–6, 6–3, 6–4 |
| Поразка   | 5–3 | Кві 1993 | Акапулько, Мексика                 | Челленджер | Ґрунт    | Хуан Гарат (тенісист) | Елліс Феррейра Річард Шмідт        | 6–7, 4–6      |
| Перемога  | 6–3 | Кві 1993 | Сан-Луїс-Потосі, Мексика           | Челленджер | Ґрунт    | Леонардо Лаваль       | Франсіско Монтана Браян Шелтон     | 6–3, 4–6, 6–4 |
| Поразка   | 6–4 | Кві 1993 | Бірмінгем, США                     | Челленджер | Ґрунт    | Пабло Альбано         | Тодд Вітскен Браян Шелтон          | 6–7, 3–6      |
| Перемога  | 7–4 | Лют 1995 | Мар-дель-Плата, Аргентина          | Челленджер | Ґрунт    | Луїс Лобо             | Хорді Бурільйо Ернан Гумі          | 7–6, 6–0      |
| Перемога  | 8–4 | Кві 1996 | Бірмінгем, США                     | Челленджер | Ґрунт    | Карел Новачек         | Метт Лусена Дейв Ренделл           | 6–3, 6–1      |
| Перемога  | 9–4 | Кві 1997 | Пейджет, Бермудські Острови        | Челленджер | Ґрунт    | Марк Ноулз (тенісист) | Лукас Арнольд Кер Даніель Оршанік  | 6–3, 6–7, 6–3 |

## Досягнення
| W | Ф | ПФ | ЧФ | #Р | КТ | К# | DNQ | A | NH |

### Одиночний розряд
| Турніри Великого шлему                 |     |     |              |              |              |     |              |              |              |     |     |        |       |     |
| Відкритий чемпіонат Австралії з тенісу | 3р  |     |              |              | 1р           | 1р  |              |              |              | 2р  | 2р  | 0 / 5  | 4–5   | 44% |
| Відкритий чемпіонат Франції з тенісу   |     |     |              |              |              | 1р  | 1р           | 4р           | 1р           | 1р  | 1р  | 0 / 6  | 3–6   | 33% |
| Вімблдонський турнір                   | К2р | 2р  | 2р           | К2р          | 3р           | 1р  | 3р           | 3р           | 3р           | 1р  | 2р  | 0 / 9  | 11–9  | 55% |
| Відкритий чемпіонат США з тенісу       |     | 1р  | 1р           |              | 2р           | 1р  |              | 4р           | 1р           | 1р  |     | 0 / 7  | 4–7   | 36% |
| В-П                                    | 2–1 | 1–2 | 1–2          | 0–0          | 3–3          | 0–4 | 2–2          | 8–3          | 2–3          | 1–4 | 2–3 | 0 / 27 | 22–27 | 45% |
| Олімпійські Ігри                       |     |     |              |              |              |     |              |              |              |     |     |        |       |     |
| Теніс на Олімпійських іграх            | NH  | 2р  | Не проводили | Не проводили | Не проводили | 2р  | Не проводили | Не проводили | Не проводили | 1р  | NH  | 0 / 3  | 2–3   | 40% |
| Серія Мастерс ATP                      |     |     |              |              |              |     |              |              |              |     |     |        |       |     |
| Індіан-Веллс                           |     | 1р  |              |              |              | 1р  |              |              |              | 1р  |     | 0 / 3  | 0–3   | 0%  |
| Відкритий чемпіонат Маямі з тенісу     |     | 1р  | 1р           |              |              | 2р  | 3р           |              |              | 2р  | 1р  | 0 / 6  | 3–6   | 33% |
| Монте-Карло                            |     |     |              |              |              | 1р  |              |              |              |     |     | 0 / 1  | 0–1   | 0%  |
| Рим                                    |     |     | 1р           |              |              |     |              |              |              |     |     | 0 / 1  | 0–1   | 0%  |
| Мастерс Цинциннаті                     |     | 1р  | 2р           |              |              |     |              |              |              |     |     | 0 / 2  | 1–2   | 33% |
| В-П                                    | 0–0 | 0–3 | 1–3          | 0–0          | 0–0          | 1–3 | 2–1          | 0–0          | 0–0          | 0–2 | 0–1 | 0 / 13 | 4–13  | 24% |

### Парний розряд
| Турніри Великого шлему                 |     |     |              |              |              |     |              |              |              |     |     |        |       |     |
| Відкритий чемпіонат Австралії з тенісу | 1р  |     |              |              | 2р           | 1р  |              |              |              | 2р  | 1р  | 0 / 5  | 2–5   | 29% |
| Відкритий чемпіонат Франції з тенісу   |     | 2р  |              | 2р           | ПФ           | 3р  | 3р           | 1р           | 1р           | ЧФ  | 1р  | 0 / 9  | 13–9  | 59% |
| Вімблдонський турнір                   | 1р  | 1р  | ПФ           | ПФ           | Ф            | 3р  | 2р           | 2р           | 1р           | 1р  |     | 0 / 10 | 17–10 | 63% |
| Відкритий чемпіонат США з тенісу       |     |     | 2р           | 2р           | 3р           | 2р  |              |              |              |     |     | 0 / 4  | 5–4   | 56% |
| В-П                                    | 0–2 | 1–2 | 5–2          | 6–3          | 12–4         | 5–4 | 3–2          | 1–2          | 0–2          | 4–3 | 0–2 | 0 / 28 | 37–28 | 57% |
| Олімпійські Ігри                       |     |     |              |              |              |     |              |              |              |     |     |        |       |     |
| Теніс на Олімпійських іграх            | NH  | 1р  | Не проводили | Не проводили | Не проводили | ПФ  | Не проводили | Не проводили | Не проводили | 1р  | NH  | 0 / 3  | 4–3   | 57% |
| Серія Мастерс ATP                      |     |     |              |              |              |     |              |              |              |     |     |        |       |     |
| Індіан-Веллс                           |     | 1р  |              |              |              | 1р  |              |              |              | 1р  |     | 0 / 3  | 0–3   | 0%  |
| Відкритий чемпіонат Маямі з тенісу     |     | 1р  | 1р           |              | 2р           | 3р  | 1р           |              |              | 2р  | 2р  | 0 / 7  | 4–7   | 36% |
| Монте-Карло                            |     |     |              |              |              | ЧФ  |              |              |              |     |     | 0 / 1  | 2–1   | 67% |
| Гамбург                                |     |     |              | 2р           |              |     |              |              |              |     |     | 0 / 1  | 1–1   | 50% |
| Рим                                    | 1р  |     | ЧФ           | ЧФ           |              |     |              |              |              |     |     | 0 / 3  | 4–3   | 57% |
| Мастерс Цинциннаті                     |     | 2р  | ПФ           |              | 2р           |     |              |              |              |     |     | 0 / 3  | 5–3   | 63% |
| В-П                                    | 0–1 | 1–3 | 5–3          | 3–2          | 2–2          | 2–3 | 0–1          | 0–0          | 0–0          | 1–2 | 1–1 | 0 / 18 | 15–18 | 45% |

### Мікст
| Турніри Великого шлему                 |     |     |     |     |     |     |     |     |        |       |     |
| Відкритий чемпіонат Австралії з тенісу |     | 1р  | 1р  |     |     |     | 1р  |     | 0 / 3  | 0–3   | 0%  |
| Відкритий чемпіонат Франції з тенісу   | 3р  | 1р  | 2р  |     |     |     | П   | 3р  | 1 / 5  | 11–4  | 73% |
| Вімблдонський турнір                   |     |     | 3р  | 1р  | 3р  | 2р  |     |     | 0 / 4  | 5–4   | 56% |
| Відкритий чемпіонат США з тенісу       |     |     |     |     |     |     |     |     | 0 / 0  | 0–0   | –   |
| В-П                                    | 2–1 | 0–2 | 3–3 | 0–1 | 2–1 | 1–1 | 6–1 | 2–1 | 1 / 12 | 16–11 | 59% |